# 최봉구
최봉구(崔鳳九, 1940년 2월 21일~)는 대한민국의 정치인이다. 제13대 국회의원을 지냈다. 본관은 경주이고 경상남도 남해 출생이다.

## 경력
- 대검찰청비서관
- 구룡수산대표
- 서울오페라단 이사장
- 국회재무위원
- 신민당당무지도위원
- 국회5.18광주특위위원
- 국회운영위원ㆍ내무위원
- 신민당원내부총무
- 자유민주연합 특임행정위원
- 대한민국헌정회 남북협력특별위원장

## 학력
- 중앙대학교 행정학과 학사
- 중앙대학교 사회개발대학원 사회과학 석사
- 미국 하버드 대학교 행정대학원 행정학 석사

### 비학위 수료
- 미국 하버드 대학교 행정대학원 SEP 과정 수료

## 역대 선거 결과
| 실시년도 | 선거  | 대수 | 직책     | 선거구 | 정당       | 득표수      | 득표율         | 순위       | 당락 | 비고 |
| -------- | ----- | ---- | -------- | ------ | ---------- | ----------- | -------------- | ---------- | ---- | ---- |
| 1988년   | 총선  | 13대 | 국회의원 | 전국구 | 평화민주당 | 3,783,279표 | \| \| 19.3% \| | 전국구 4번 |      | 초선 |
|          | 19.3% |      |          |        |            |             |                |            |      |      |